# 清水五条駅
清水五条駅（きよみずごじょうえき）は、京都府京都市東山区五条大橋東詰にある、京阪電気鉄道京阪本線の駅。旧称五条駅。駅番号はKH38。

## 歴史
当駅は1910年に京阪線の終着駅として開業、五条通の南側の琵琶湖疏水の上に駅舎が造られた。1915年に三条駅まで延伸開業、翌1916年から急行停車駅となったものの、太平洋戦争最中の1944年に急行停車は取りやめとなり、戦後の混乱期には駅の営業自体が休止されるなど、七条～三条間で唯一特急・急行が通過する時代が長く続いた。この当時、四条・七条と違って当駅は京都市電と交差していなかった。
また、この当時は鴨川は現在より川底が浅く1934年9月の室戸台風・翌1935年6月の鴨川大洪水では鴨川が氾濫して駅周辺も含め多大な被害を受けたことから、川底の掘り下げ工事が行われた。この工事は太平洋戦争中も継続され、戦後に完成した。
駅施設は、太平洋戦争末期（1945年7月）に防火帯とするために強制疎開し更地となった五条通南側の空地と鴨川の間（琵琶湖疏水鴨川運河の上）にあったが、1955年頃に事業化された五条通の拡幅にともない、その障害となる駅施設を五条通の北側に移設のうえ、1959年3月・現在の五条大橋が竣工した。
その後、1967年（昭和42年）に大谷本廟の南側から山科を経由して逢坂山の手前で三条通へ接続する五条バイパスが供用されるとともに、国道1号が京阪京津線の走る三条通から五条通に変更され幹線道路の役割を担うようになったこともあり、朝夕の混雑時を中心に踏み切りで慢性的な渋滞が発生するようになった。
京阪線（東福寺 - 三条間）の連続立体交差事業が1975年（昭和50年）10月24日に都市計画決定、1977年（昭和52年）6月10日に都市計画事業認可、1979年（昭和54年）3月20日に地下化工事の起工式を行い、1987年（昭和62年）5月に地下化された。その後、付帯工事が継続して行なわれていたが、同年7月の集中豪雨により白川の水が逆流し、仮設堤防を破壊して埋め戻し工事区画から三条駅へ浸水、さらに地下区間の最深部にある五条駅に流れホーム階が約1 m浸水した。なお、付帯工事は1988年5月までに終了し、地上の廃線跡には都市計画道路「川端通」が建設・供用された。

### 地下化時点の駅施設とその後の経過
改札内には身体障害者対応の多目的トイレのほか、ホームとコンコース間には上下のエスカレーターおよびエレベーターも設置されたが、コンコースと地上の間については建設当初は上りエスカレーターのみが設置されていた。コンコースと地上の間にエレベーターの設置工事は2009年に着工、2010年3月20日より使用開始された。その後コンコースとプラットホーム階を結ぶのエレベーターの更新工事が行われ2018年にはエスカレーターの更新工事が予定されている。
また改札の内側に売店が設置されていたが、その後閉店。シャッターが下ろされたままであったが、2008年頃にテーブルと椅子および自動販売機が置かれたミニギャラリーが造られ、駅周辺の観光地の写真が解説文とともに掲出されている。
このほか清水寺の最寄駅でインバウンド観光客が多いことから2017年12月22日に12か国の通貨に対応した自動両替機が設置された。

### 年表
- 1910年（明治43年）4月15日：京阪本線の京都側の終着駅である五条駅として開業。
- 1915年（大正4年）10月27日：京阪本線が三条駅まで延伸し、途中駅となる。
- 1916年（大正5年）4月1日：急行停車駅となる。
- 1935年（昭和10年）6月29日：鴨川大水害・駅ホームが破損、隣接する五条大橋も倒壊流失する。7月3日仮復旧・運行再開[15]。
- 1943年（昭和18年）10月1日：会社合併により京阪神急行電鉄の駅となる。
- 1944年（昭和19年）2月5日：急行と準急行の停車を廃止[16]。
- 1945年（昭和20年）9月15日：駅休止[8]。
- 1946年（昭和21年）5月3日：駅の営業再開[8]。
- 1948年（昭和23年）7月14日：駅構内で出発した下り急行電車に後続電車が追突、乗客36名軽傷[17]。
- 1949年（昭和24年）12月1日：会社分離により京阪電気鉄道の駅となる。
- 1950年（昭和25年）2月21日：準急行の停車再開[18]
- 1956年（昭和31年)
  - 2月10日：五条大橋の架け替え（拡幅）工事に伴い、三条行きホームが五条通南側から北側へ移設[8]。
  - 2月27日：五条大橋の架け替え（拡幅）工事に伴い、天満橋行きホームが五条通南側から北側へ移設[8]。
- 1963年（昭和38年）4月15日：旧字体の「五條」を新字体の「五条」に表記変更。
- 1979年（昭和54年）3月20日：地下化工事着手[11]。
- 1982年（昭和57年）10月23日：地下化工事に伴い淀屋橋行きホームを五条通り北側から南側へ移設[19]。
- 1983年（昭和58年）12月26日：駅移設に伴い五条通を横断する仮設地下道を設置[8]。
- 1987年（昭和62年）
  - 5月24日：地下駅化[20]。
  - 7月15日：浸水被害が発生し、線路からホームの高さまで浸水する。同日は終日運休し、翌日始発より運転を再開[12]。
- 1988年（昭和63年）
  - 5月10日：京阪線の地下化工事竣工、地上線路跡に川端通が開通。
  - 9月1日：駅構内の終日禁煙を実施[21]。
- 1989年（平成元年）9月27日：鴨東線運行準備のダイヤ改正にともない、45年ぶりに急行停車駅となる。
- 不明：売店が閉店し、跡地にミニギャラリーを設置。
- 2008年（平成20年）10月19日：駅名を「五条」から「清水五条」に改称[3]。
- 2009年（平成21年）
  - 1月：車椅子対応トイレに簡易オストメイト対応設備を設置[22]。
  - 8月24日 - 10月14日：車椅子対応エレベーター設置工事に着手（これにともない、交差点北東側の4号階段が一時的に閉鎖される）[23]。
  - 12月：ホームに異常通報装置を設置[24]。
- 2014年（平成26年）10月15日：ホーム階と改札階を結ぶエレベーターの更新工事で使用停止、同月29日より使用再開[25]。
- 2015年（平成27年）春：駅ホーム・地下コンコースの照明がすべてLED照明に更新される[26]。
- 2016年（平成28年）
  - 3月19日：ダイヤ改正で日中の普通電車の運用が無くなり、準急のみ停車する時間帯が生まれた。
  - 10月31日：コンコースに旅客案内ディスプレーを設置[27]。
- 2017年（平成29年）
  - 3月8日：駅構内トイレのリニューアル工事完成、使用開始[28]。
  - 12月22日：駅構内に外貨自動両替機を設置[29]。

## 駅構造
島式1面2線のホームを持つ地下駅である。五条大橋東詰、川端通と五条通の交差点の直下に位置する。地上への出入り口は交差点の四隅（東北・東南・南西・北西）と、川端通り北へ東側の5ヶ所存在する。地下1階が改札及びコンコース、地下2階がホームとなっている。改札口は1ヵ所のみで、コンコースとホームの間にはエレベーターと上下2基のエスカレーターが設置され、コンコースと地上の間には上りエスカレーターとエレベーターが設置されている。トイレは地下化時に男女別の車イス対応でオムツ交換台などを備えた多目的トイレが設置され、その後オストメイト対応設備も取りつけられ、さらに全面改修され、独立した多目的トイレとなった。
なお地上駅時代は相対式2面2線のホームで五条通の北側に面しており、下りホーム側に駅舎がある構造だった。四条駅（現・祇園四条駅）と同様に、上りホームの利用者は一旦下りホーム側の駅舎で乗車券を購入した後、上りホームの改札を通る形になっていた。その後地下化工事の進捗に伴い下りホームを駅舎共々五条通の南側に移設して、三条行き・淀屋橋行き共に五条通を渡った所で停車する千鳥配置になっていた時期もあった。
駅ホームのカラーリングは青磁色（緑）、五条坂に代表される陶芸の町を表している。

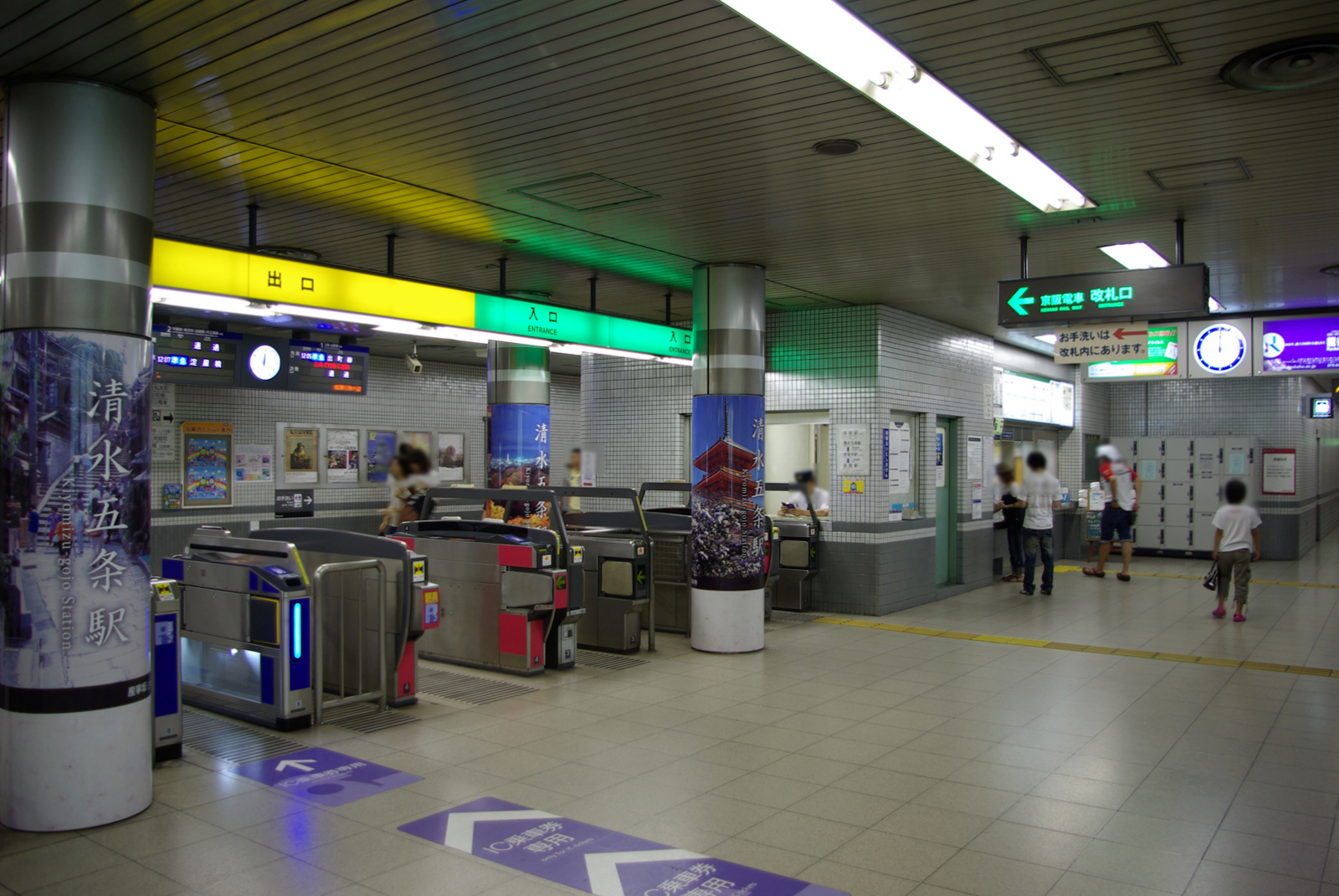
改札口付近（2009年8月）
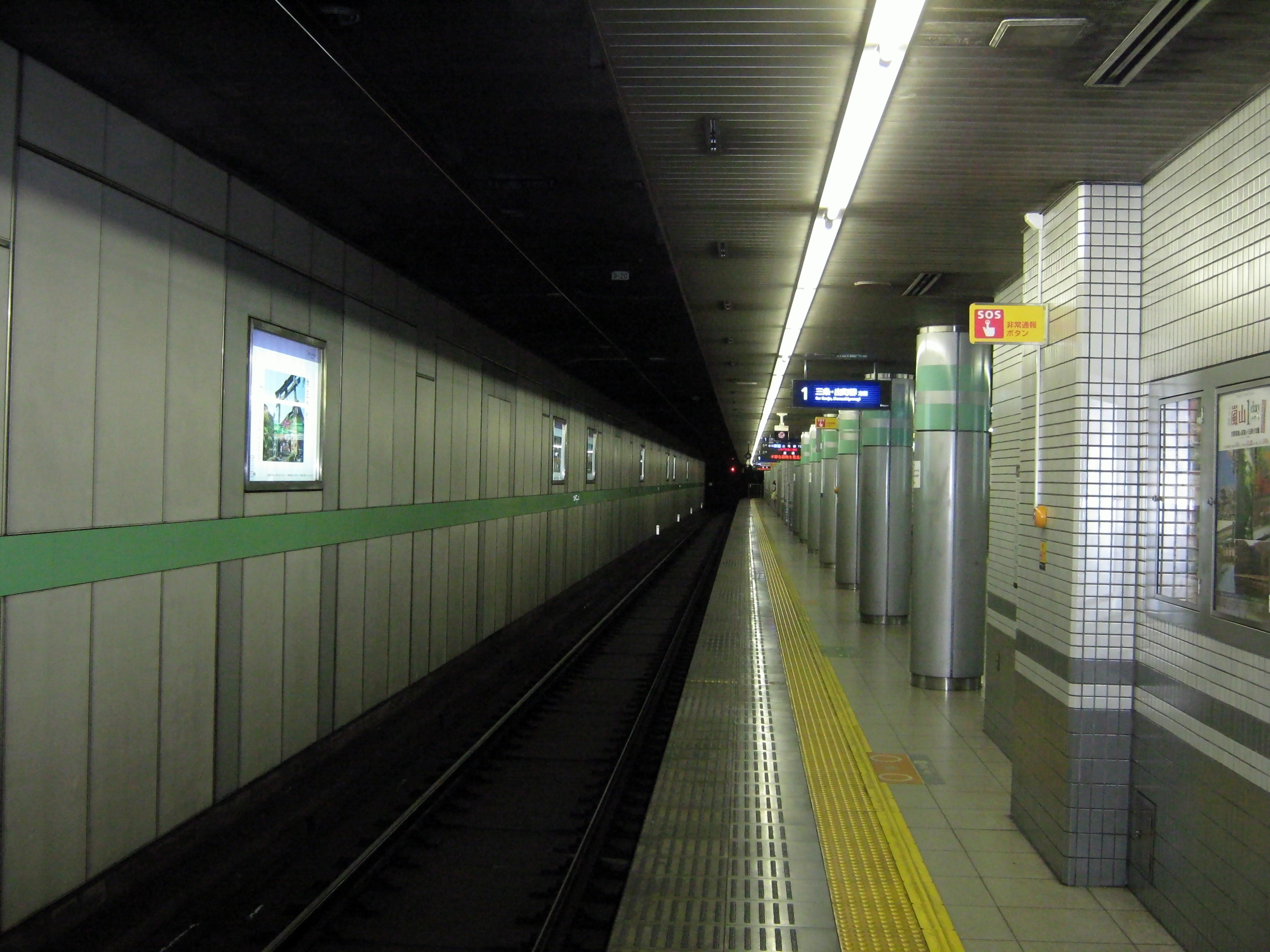
ホーム（2010年5月）

### のりば
| 番線 | 路線      | 方向 | 行先                 |
| ---- | --------- | ---- | -------------------- |
| 1    | ■京阪本線 | 上り | 三条・出町柳方面     |
| 2    | ■京阪本線 | 下り | 淀屋橋・中之島線方面 |

- 上下線のホームとも有効長は8両。10両連結にも対応できるように準備工事が施されている。自動放送における編成長案内は、2007年の列車運行管理システム更新時に2番線のみ挿入され、2008年中に1番線でも実施されるようになった。

### モニュメント
駅の地下化時にコンコースフロアーの壁面に幅2.6 m高さ2.6 mの壁画「清水寺絵図」が設置された、これは8000系8800形2階建て特急車の側面（塗装変更以前）や三条駅のコンコースに画かれている時代祭行列図の作者西協友一の作品。

### 災害対策
地上から地下への出入り口にはエレベーターをのぞき、水害発生時地下構内への水の浸入を食い止める金属製の床板が起き上がる止水板が設置されている。
駅構内はITVによりモニターリングされ駅事務所の防災管理盤に表示される。万が一の火災発生時には防火防煙シャッターの制御・排煙機の運転、避難路確保の為の自動改札機の開放、火災発生表示機の点灯・運転指令所への通報が自動またはワンスイッチでおこなえる。また地下駅の構内でも警察無線や消防無線が使えるように無線通信補助設備や防災電話などが完備されている。

### ダイヤ
急行以下の種別が停車するが、急行・通勤準急の運転は一部時間帯のみであるため、準急・普通の停車が主となる。日中は1時間あたり準急（萱島駅 - 出町柳駅間は各駅に停車）が5本停車する。

### 接続等
当駅も神宮丸太町駅と同様に、地下線区間内で通過列車の設定があり、上りは三条駅で、下りは丹波橋駅でそれぞれ特急または快速急行と連絡している。

## 利用状況
2009年11月10日の乗降人員は6,853人である。近年の1日あたり利用客数の推移は下記の通り。
| 年度   | 乗降人員 | 乗車人員 |
| ------ | -------- | -------- |
| 2007年 | 8,011    | 3,702    |
| 2008年 | 7,724    | 3,726    |
| 2009年 | 7,090    | 3,433    |
| 2010年 | 6,833    | 3,359    |
| 2011年 | 7,107    | 3,396    |
| 2012年 | 6,880    | 3,384    |
| 2013年 | 7,011    | 3,490    |
| 2014年 | 7,879    | 4,000    |
| 2015年 | 9,014    | 4,473    |
| 2016年 | 8,315    | 4,162    |
| 2017年 | 8,677    | 4,310    |
| 2018年 | 8,337    | 4,060    |
| 2019年 | 9,292    | 4,516    |
| 2020年 | 4,310    | 2,074    |
| 2021年 | 4,375    | 2,123    |
| 2022年 | 6,784    | 3,230    |

## 駅周辺
- 清水寺（繁忙期は京阪バスによるシャトルバスの運行がある）
- 大谷本廟
- 六波羅蜜寺
- 地主神社（清水寺の境内に有り）
- 若宮八幡宮社（境内に「清水焼発祥の地」の石碑あり）
- 六道珍皇寺
- 市比賣神社
- 河井寛次郎記念館
- 東山区総合庁舎
  - 東山区役所・東山青少年活動センター・東山地域体育館
  - 東山老人福祉センター・東山図書館
- 東山郵便局
- 川端通
- 五条大橋（鴨川）
- 五条通（国道1号・国道8号重複）
  - 五条坂
- 五条楽園
  - 五条楽園歌舞練場
- あじき路地
- 東山開睛館
- 京都国際フランス学園
- フレスコ 五条大橋店

### 行事
五条大橋東詰から東大路通にかけての区間で、毎年8月8日 - 10日に「陶器まつり」が開催される。
1920年、「六道珍皇寺」にお精霊さんを迎えに行く人々（通称「六道参り」）や大谷本廟（西大谷）へお盆の墓参りに行く人々に向けて、五条坂に店を構える陶器屋や窯元が各々の店舗・工房の前で、登り窯で出た「二番品」を並べ売ったのが起源とされる。

### 違法駐輪対策
駅周辺のうち、国道1号に違法駐輪された自転車については道路管理者（国土交通省）による対策がなされてきたが、7日間程度放置された車両のみを撤去対象としていたため、対策が追いついていない実情があった。このため、2010年9月からは放置期間に関わらず対策を行なう（即時撤去）こととなった。なお、一連の対策については京都市内の他の地点（国道と近接して立地する駅の周辺）でも行なわれ、費用は国費でまかなわれる。

## バス路線
京都市交通局・京阪バス・三重交通・大阪バス・京都観光バス・遠州鉄道のバス停が、五条大橋東詰（五条通と川端通との交差点）東側の五条通沿いに設置されている。
- 五条京阪前バス停（京都市交通局）、五条京阪（清水五条駅）バス停（京阪バス、三重交通、遠州鉄道）
  - 東行のりば
    - 京都市交通局
      - 80号系統：五条坂 経由 祇園・四条河原町行

    - 京阪バス
      - 82号経路：山科西野・国道大塚 経由 大宅行
      - 84・84B・93・95号経路：大石神社 経由 醍醐バスターミナル行
      - 84C号経路：大石神社 経由 大宅行
      - 86・86B号経路：山科西野・醍醐駅・合場川 経由 大宅行
      - 86A号経路：山科西野 経由 蚊ヶ瀬行
      - 88B号経路：清水焼団地・醍醐駅 経由 京阪六地蔵行
      - 311号経路：山科西野・国道大塚 経由 大宅行
      - 312号経路：勧修寺東栗栖野町 経由 醍醐バスターミナル・京阪六地蔵行

    - 高速バス
      - 京都四日市線：土山バスストップ 経由 近鉄四日市駅・三交新正車庫行（京阪バス、三重交通）
      - 京都津線：土山バスストップ 経由 関バスセンター・津駅行（三重交通）
      - 京都イーライナー（浜松京都線）：東名三ヶ日 経由 浜松駅行（遠州鉄道）

  - 西行のりば
    - 京阪バス
      - 82号経路：烏丸五条 経由 四条大宮行
      - 93・95号経路：烏丸五条・京都市役所前 経由 四条河原町行
      - 311・312号経路：烏丸五条・西本願寺前 経由 京都駅八条口行
- 清水五条駅バス停
  - 高速バス
    - 京都特急ニュースター号：東大阪長田駅・高井田中央駅 経由 東大阪布施駅行（大阪バス・京都観光バス）

かつては名神ハイウェイバスの京都駅発着便の一部も停車していた（停留所名は「京阪五条」であった）。また、北陸ハイウェイバスも一部の便が経由していた。

## 隣の駅
京阪電気鉄道
京阪本線
■快速特急「洛楽」・□ライナー・■特急・■通勤快急・■快速急行
通過
■急行・■通勤準急（平日朝下りのみ運転）・■準急・■普通
七条駅 (KH37) - 清水五条駅 (KH38) - 祇園四条駅 (KH39)
- 括弧内は駅番号を示す。